# Los Puntos
Los Puntos  es un grupo español de música pop, que alcanzó su popularidad durante la década de los años 1970.

## Biografía
En 1960, con la iniciativa de José González-Grano de Oro y Agustín Flores, los miembros fundadores (especificados como tales en la sección "Miembros") se unieron para formar el grupo. Llevaban consigo múltiples influencias europeas de las formaciones que, en aquel entonces, ocupaban los números uno de las listas de éxito, como los británicos The Beatles. Al igual que otros conjuntos hispanos, comenzaron como jóvenes estudiantes aficionados que interpretaban las canciones más populares del momento. No obstante, pronto se dieron cuenta de que la realización de versiones, por muy virtuosas que fueran, no les llevaba al éxito y, añadido a esto el hecho de que, al tratarse de un grupo de provincias, les suponía una traba frente a otros músicos que intentaban lanzar sus carreras en las grandes capitales, como Madrid o Barcelona. Por ello, decidieron dar el gran salto exclusivamente con canciones compuestas y escritas por ellos, principalmente por José González-Grano de Oro, que además de fundador (y el alma máter del grupo durante toda su historia), fue el productor, compositor y letrista de todas los canciones del grupo y desde su reaparición en 1998 hasta la actualidad, también voz cantante del grupo.
Fue en 1969 cuando la casa discográfica Polydor se interesó por ellos, impulsando su lanzamiento para intentar hacerles tan populares y famosos como otras bandas contemporáneas, formaciones de éxito como Fórmula V, Los Diablos, Módulos, o cualquiera de las que destacaban en el panorama musical español de la época.
Inicialmente constituido por cinco estudiantes, y tras algunos vaivenes en la formación durante los primeros años, sus componentes a partir de 1972 -y hasta la separación del grupo en 1978- fueron, junto a José González-Grano de Oro y Agustín Flores (batería): José Belmonte, bajista; Eduardo Sánchez-Manzanera, teclista y José Pérez, vocalista y guitarra rítmica. Esta fue la formación más duradera de Los Puntos, un grupo que se mostró emprendedor desde el principio, si bien fue eclipsado por otros grupos y cantantes de finales de los años sesenta y la década de los setenta en España. El 26 de junio de 1976 el sencillo El sur fue número uno de los cuarenta principales publicado por la discográfica Open Records.
Los diversos miembros que ha tenido el grupo a lo largo de su historia han sido todos provenientes de la provincia de Almería, excepto los primeros dos teclistas, que eran originarios de Murcia (Eduardo Sánchez-Manzanera, de Águilas, y José Antonio Martínez, de Caravaca de la Cruz).
Los Puntos se separaron en 1978. Dos años después, cuatro de los miembros volvieron a unirse en un nuevo proyecto musical, el grupo Almanzora; el único miembro de la formación 1972-1978 de Los Puntos que no ingresó en el nuevo conjunto fue José Pérez, pues para entonces estaba en el grupo Alcazaba tras pasar por Punto y Coma; su lugar como vocalista en Almanzora lo ocupó Juan Ramón García León.
El 8 de agosto de 1998 tuvo lugar un concierto de reunión de Los Puntos en la Plaza del Castillo Medieval de Cuevas del Almanzora, organizado por las autoridades de la localidad en homenaje al grupo. Los cuatro miembros de la formación clásica (nuevamente con la excepción de José Pérez), acompañados por Juan Roque Cano como guitarrista, se reunieron ante más de 15.000 espectadores. Esta positiva respuesta por parte de sus seguidores les animó a retomar su carrera como grupo. Poco después volvieron a los conciertos regulares (con los que continúan en la actualidad) y, en 2001, grabaron Volver a Granada, su primer álbum nuevo en más de 20 años.
El 15 de julio de 2007 falleció Agustín Flores, a consecuencia de un infarto agudo de miocardio, mientras practicaba una de sus aficiones, la espeolología en las cuevas de Sorbas (Almería). El 19 de mayo de 2009 fallecía José Antonio Martínez y el 3 de febrero de 2010 murió Eduardo Sánchez-Manzanera. El 29 de julio de 2018 falleció José Pérez Sánchez.

## Miembros

### Formación actual
- José "Pepe" González-Grano de Oro Guirado: voz y guitarra (miembro fundador: 1967-).
- José Belmonte Uribe: bajo (1968-).
- Juan Roque Cano Pérez "Jota Cano": guitarra y voz (1998-).
- José María "Chema" Alonso Berzosa: teclados y voz (2023-).
- Pablo León: Batería (2010-).

### Antiguos miembros
- Andrés Bravo Bustamante: guitarra (1967-1968).
- Gaspar Flores Castellón: bajo (1967-1968).
- José Antonio Martínez Meca: teclados (1967-1972).
- Agustín ("Tato") Flores García: batería (miembro fundador junto a Pepe Grano de Oro, 1967-2004).
- Alfonso González-Grano de Oro Guirado: voz (1968-1971).
- José ("Pepito") Pérez Sánchez: voz y guitarra (1971-1978).
- Eduardo Sánchez-Manzanera Margalef: teclados (1972-2001).
- Cristóbal de Haro Martínez: bajo (sustituto temporal, 1973).
- Diego Asensio Alonso: batería (sustituto temporal, 1973-1974).
- Manuel Artero: teclista (miembro temporal, 2001-2002). Colaborador en el álbum "Volver a Granada" y en arreglos de la nueva versión de Llorando por Granada.
- Francisco González: batería (miembro temporal 2004-2010).
- Francisco Caparrós Millán "Millagui": teclados y voces (2001-2023).

## Discografía

### Sencillos
- Miguel - Allá en el mar (1969).
- En el calor de la noche - Haré una canción para ella (1969).
- Good morning - Recuerdos tristes (1970).
- Annie - Siento el dolor (1970).
- No olvides amor, no olvides - Volverás otra vez (1971).
- Qué más pudiera darte - Ayer (1971).
- Magdalena - Arco iris (1972).
- Ana vuelve a casa - Joven y viejo rock (1973).
- Cuando salga la luna - Un regalo para ti (1973).
- Good bye - Ahora sí, ahora no (1973).
- Esa niña que me mira - Sólo la he visto un día (1973).
- Llorando por Granada - Tan bonita como un rock (1974).
- Feria - En otra tierra (1975).
- Fay whan whan - Descubrimiento de América (1975).
- El sur - Pequeña María (1976).
- Tierra cristiana - Dueño del sol (1976).
- Mujer saudita - Oriental (1977).
- Política municipal - Primo Juan (1977).
- Así eres tú. Parte 1ª - Así eres tú. Parte 2ª (1978).

### Álbumes de estudio
- Cuando salga la Luna (1973).
- Los Puntos (1974).
- Feria (1975).
- Uno a uno (1976).
- Oriental (1977).
- Volver a Granada (2001).
- En el reino del agua (2008).
- 40 años (2010).

### Recopilatorios
- Lo mejor de Los Puntos (1976).
- Los super 20 de Los Puntos (1976).